# Схюлтенс, Алберт
Алберт Схюлтенс (нидерл. Albert Schultens; 22 августа 1686, Гронинген — 26 января 1750, Лейден) — нидерландский филолог и востоковед, исследователь иврита и арабского.

## Карьера
Родился в Гронингене, начальное образование получил при местной церкви и в гимназии. 6 сентября 1700 года поступил в местный университет, а с 10 сентября 1706 года продолжил обучение на восточном факультете Лейденского университета, где изучал иврит и родственные языки. После обучения в течение некоторого времени у Реланда в Утрехте он вернулся в 1708 году в Гронинген и 4 июля 1709 года получил степень доктора богословия, после чего вернулся в Лейден, где до 1711 года изучал рукописи, а затем получил место пастора Вассенаре. Схюлтенс, однако, не был доволен пасторской работой и 16 июля 1713 года занял кафедру иврита во Франекере (где с 8 января 1717 года также был академическим проповедником), оставаясь на этой должности до 1729 года (при этом в 1719—1729 и 1728—1729 учебных годах избирался ректором), после чего 5 октября 1729 года перешёл в Лейден ректором семинарии для бедных студентов со званием доктора восточных языков. С 5 мая 1732 года до своей смерти был профессором восточных языков в Лейдене, в 1739—1740 учебном году был ректором этого заведения. 12 июля 1740 года занял кафедру еврейских древностей. На протяжении своей жизни был женат четыре раза.
В своих исследованиях сравнивал с ивритом родственные ему языки, особенно арабский, и изобрёл более легкий метод для изучения этого языка. Считался крупнейшим европейским арабистом своего времени и одним из основателей европейской семитологии, при этом считал, что арабский язык должен преподаваться как самостоятельная дисциплина, а не изучаться лишь в рамках богословской науки.

## Основные работы
- «Origines Hebraicae» (Франекер, 1724, Лейден, 1733);
- «Institutiones ad fundamenta linguae Hebraicae» (Лейден, 1737), обработка арабской грамматики Erpenins (Лейден, 1730, было несколько переизданий)
- «Monumenta vetustoria Arabiae» (Лейден, 1740).